# Leonard Wood
Leonard Wood, ameriški zdravnik, kirurg, general, diplomat, veleposlanik, politik in pisatelj, * 9. oktober 1860, Winchester, New Hampshire, † 7. avgust 1927, Boston, Massachusetts.